# Sesimbra
Sesimbra (sɨ'zĩbɾɐ) è un comune portoghese di 37 567 abitanti situato nel distretto di Setúbal.
Sesimbra è una cittadina balneare con porto di pesca e con in posizione sopraelevata un castello arabo del secolo XII con cerchia di mura a torri e la Chiesa di Santa Maria do Castelo del XII secolo distrutta dal terremoto del 1755 e poi ricostruita.
Le principali risorse locali sono attualmente armamento navale, pesca, turismo.

## Società

### Evoluzione demografica
| Popolazione di Sesimbra (1801 – 2004) | Popolazione di Sesimbra (1801 – 2004) | Popolazione di Sesimbra (1801 – 2004) | Popolazione di Sesimbra (1801 – 2004) | Popolazione di Sesimbra (1801 – 2004) | Popolazione di Sesimbra (1801 – 2004) | Popolazione di Sesimbra (1801 – 2004) | Popolazione di Sesimbra (1801 – 2004) | Popolazione di Sesimbra (1801 – 2004) |
| ------------------------------------- | ------------------------------------- | ------------------------------------- | ------------------------------------- | ------------------------------------- | ------------------------------------- | ------------------------------------- | ------------------------------------- | ------------------------------------- |
| 1801                                  | 1849                                  | 1900                                  | 1930                                  | 1960                                  | 1981                                  | 1991                                  | 2001                                  | 2004                                  |
| 3920                                  | 4695                                  | 9047                                  | 13276                                 | 16837                                 | 23103                                 | 27246                                 | 37567                                 | 44046                                 |

## Freguesias
- Castelo
- Quinta do Conde
- Santiago

## Galleria d'immagini

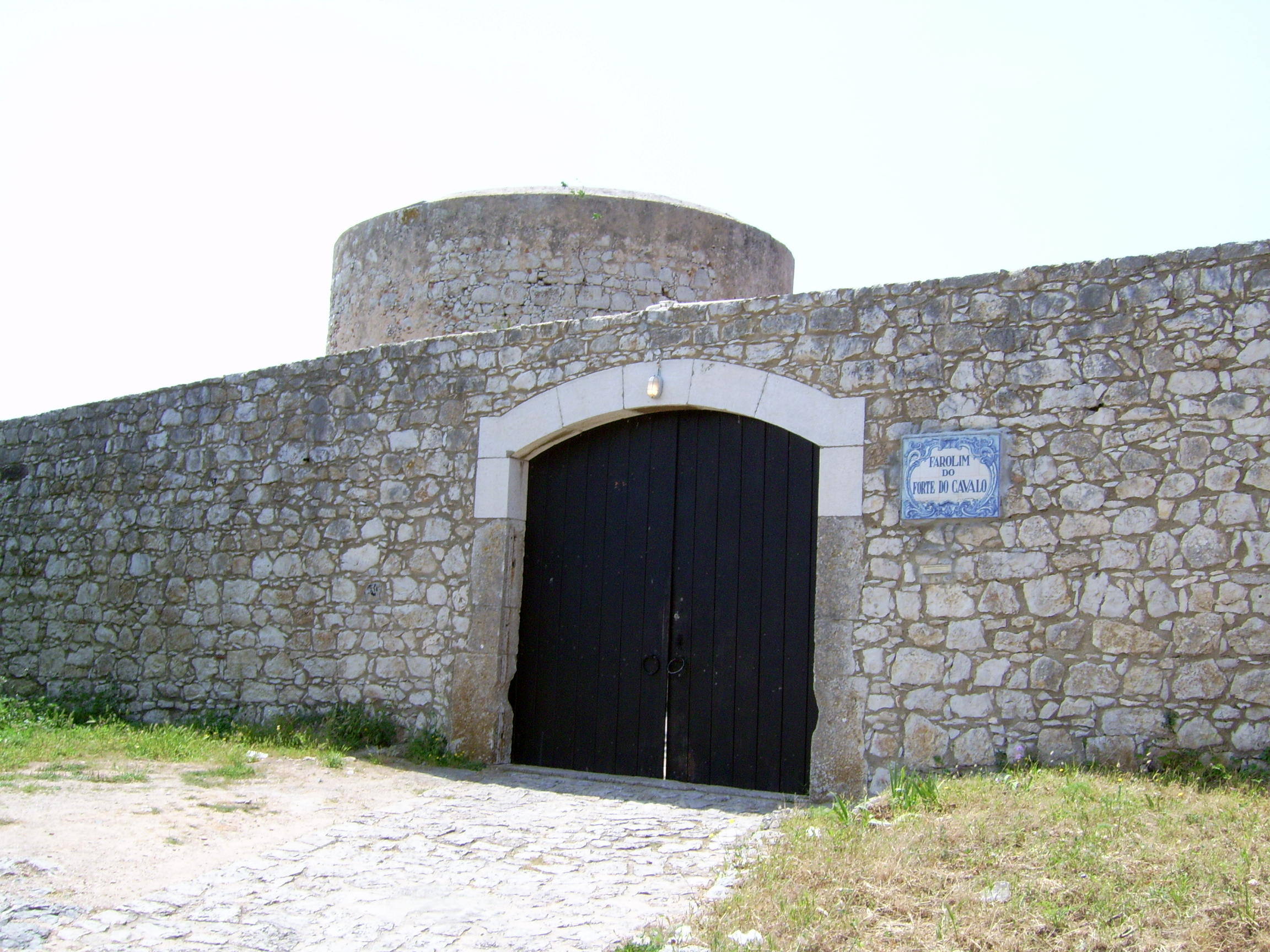
Forte de Santiago o de Ponta do Cavalo - entrata
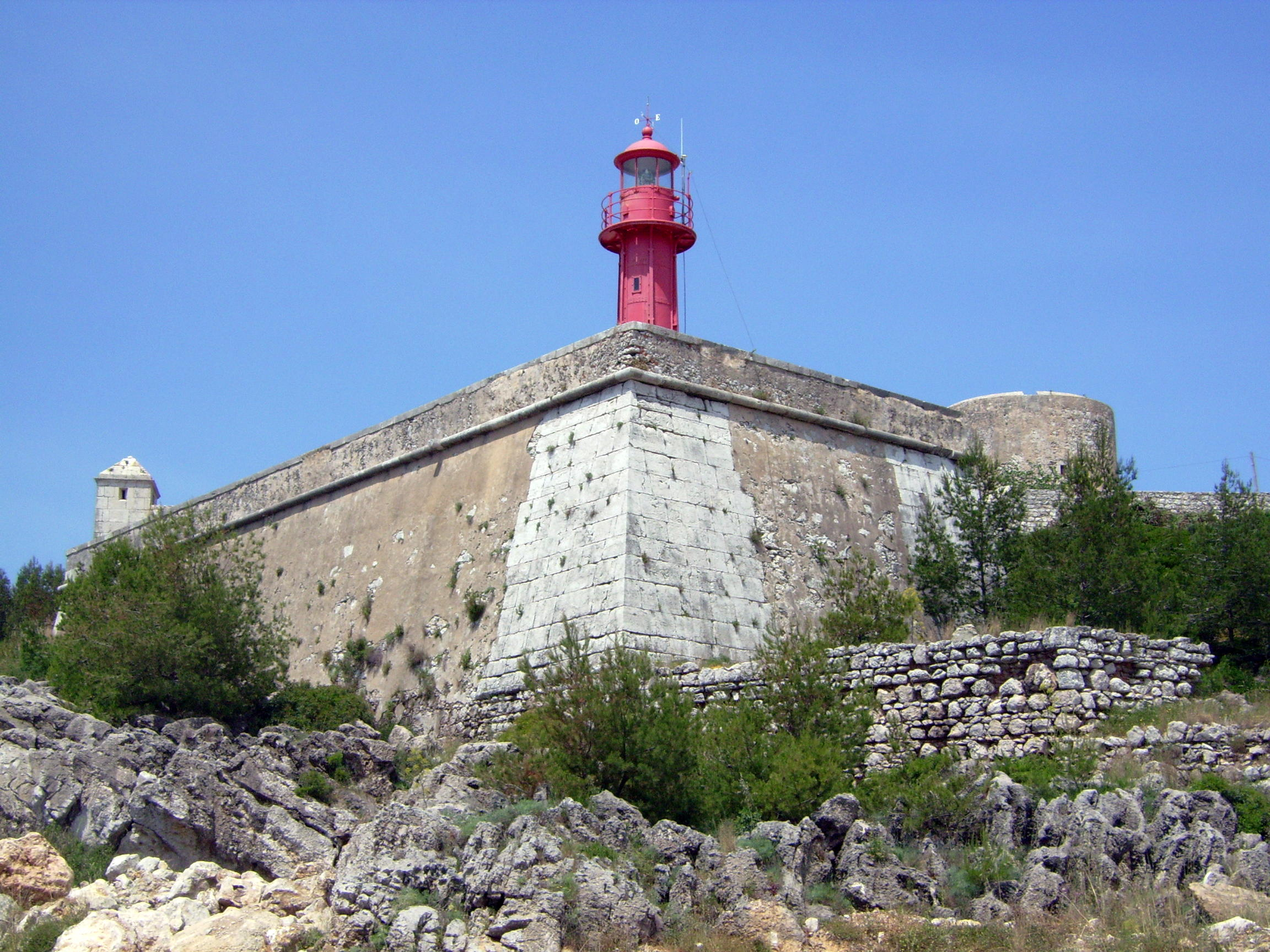
il forte verso il mare
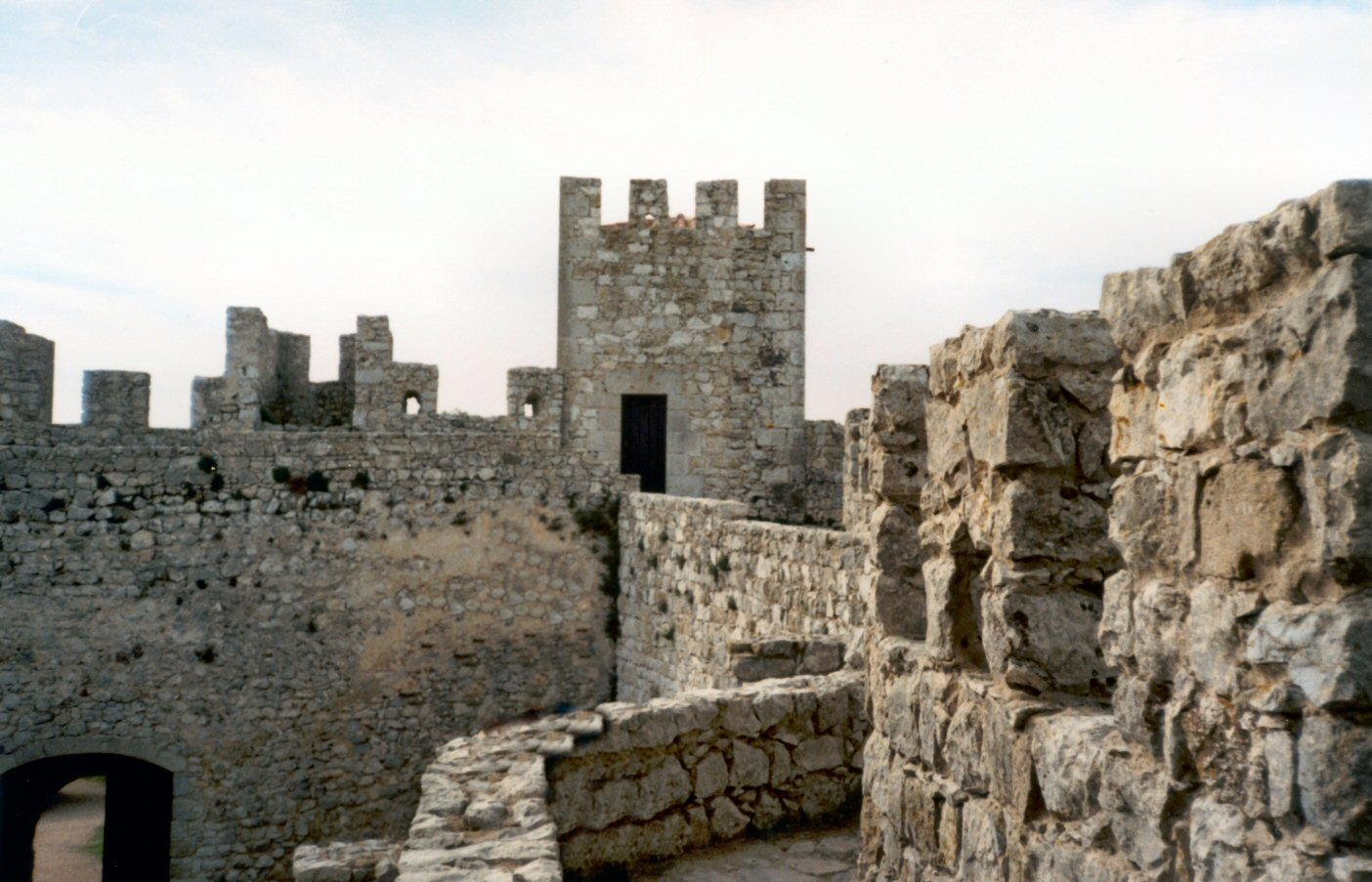
il Castello
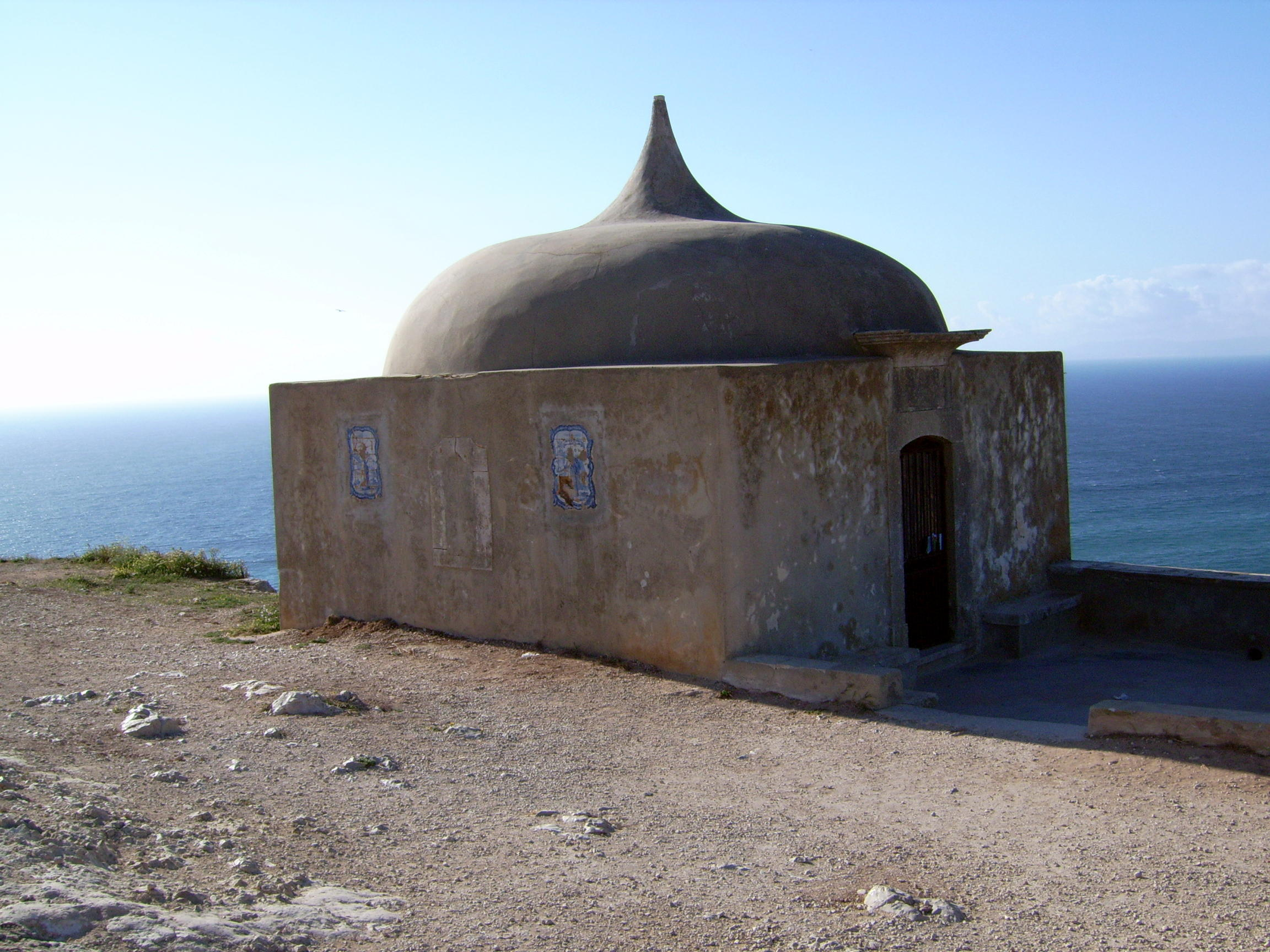
Ermida da Memória - Cabo Espichel
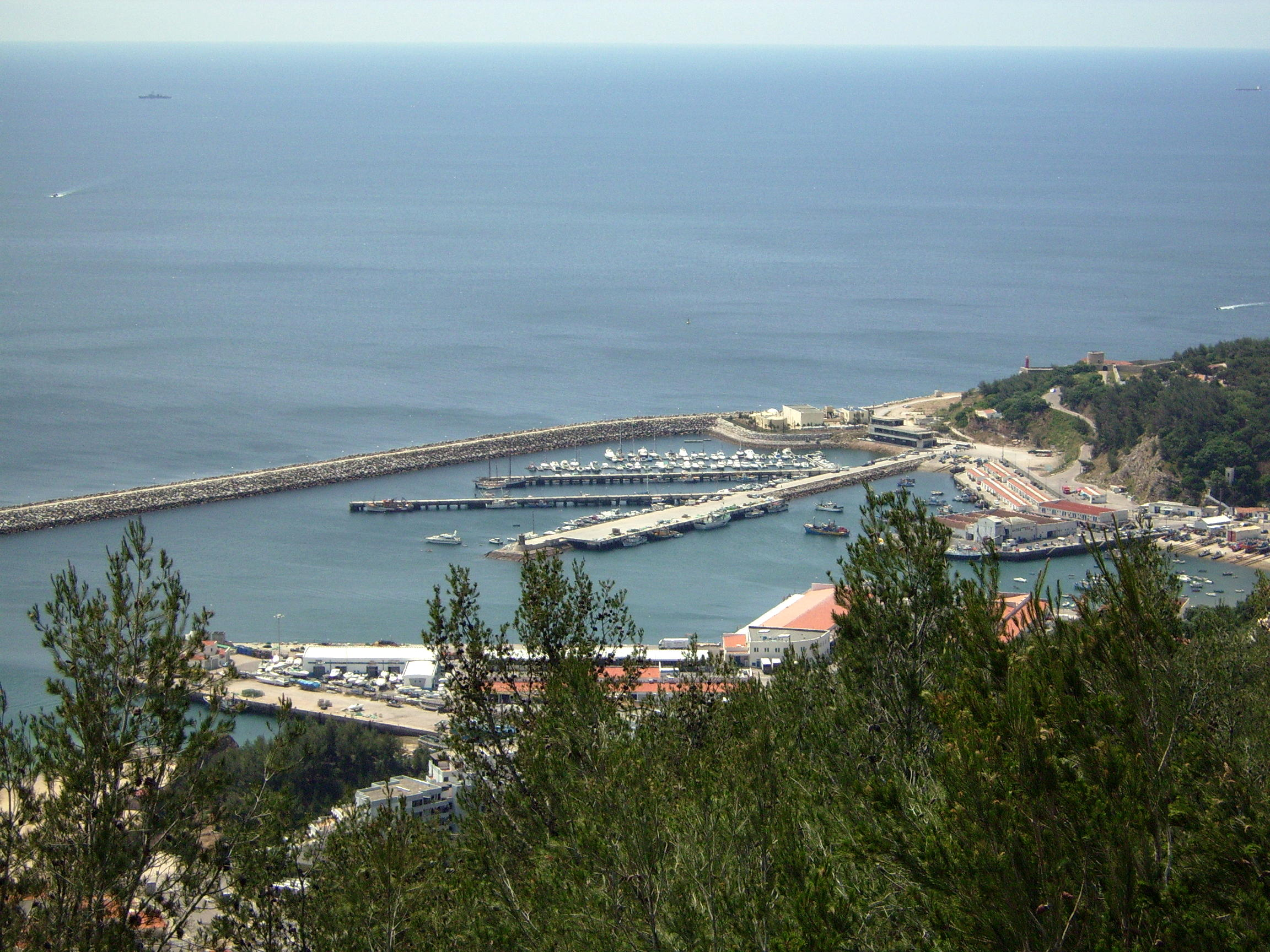
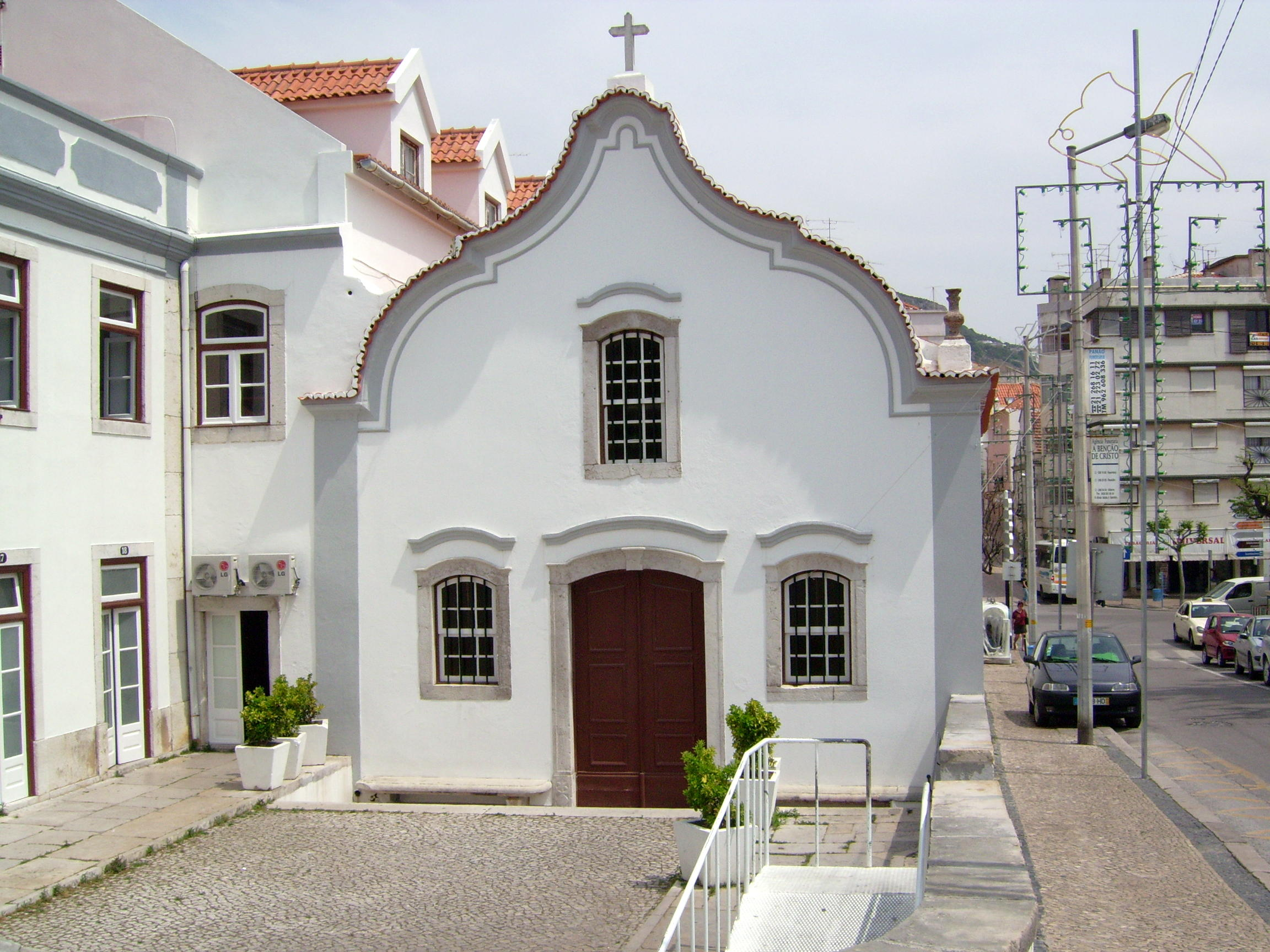
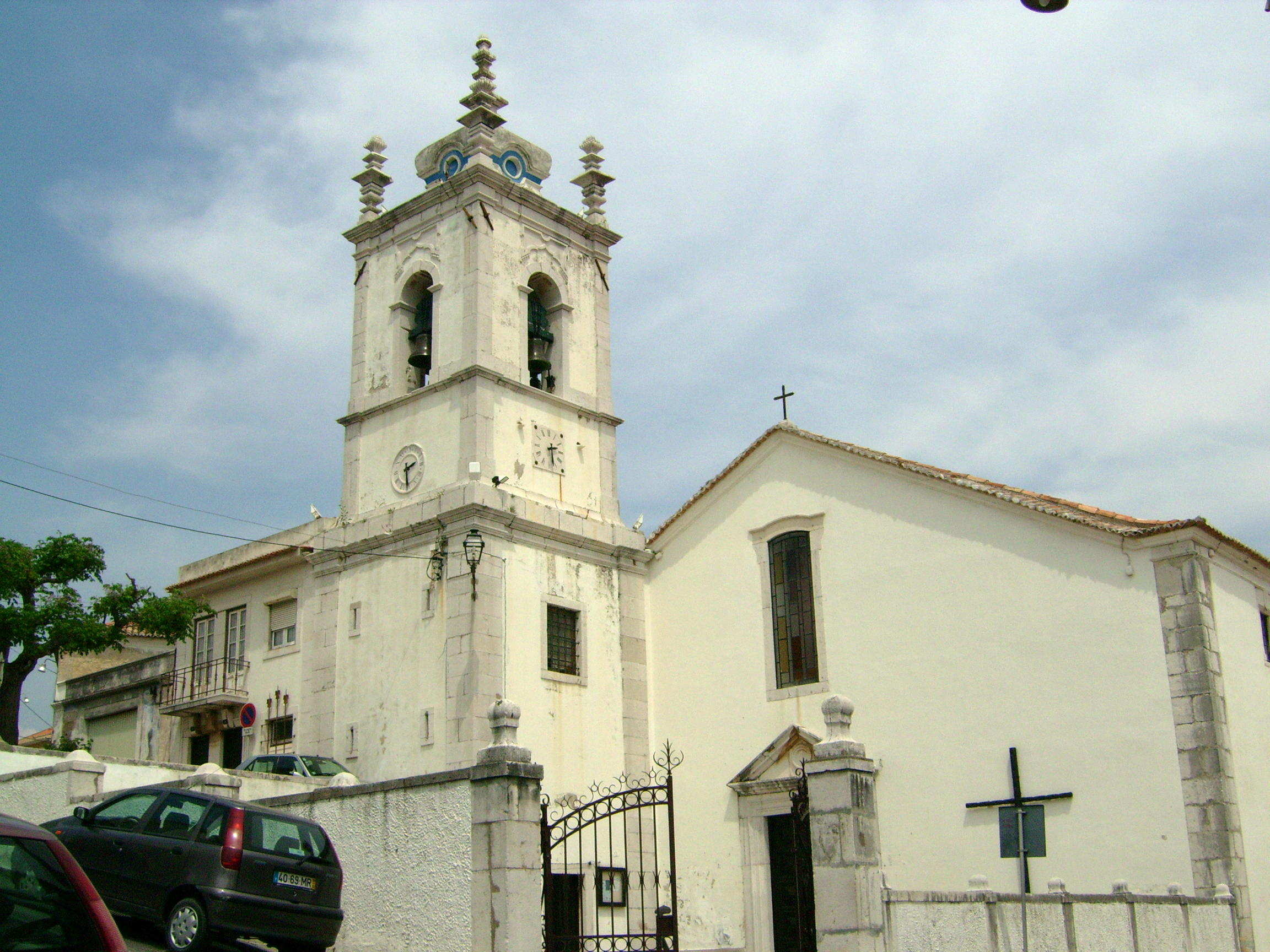